# Bernardo I de Balliol
Bernardo I de Balliol (c. 1154-1162), fue un noble caballero anglonormando, segundo señor de Balliol.
Pasó mucho de su tiempo en el del norte de Inglaterra, así como en Bailleul-en-Vimeu cerca de Abbeville en el norte de Francia. Sobrino  y sucesor de Guy de Balliol, el primer Balliol en Inglaterra.
Bernardo había accedido a los señoríos de su tío; durante la anarquía inglesa, quizás en 1135, aparece para dar homenaje jurado a David I, rey de Escocia, quien había tomado el norte de Inglaterra en el nombre de su sobrina, Matilde, y en el nombre de su hijo, Enrique, heredero al condado de Northumbria. Durante la campaña de David en 1138, y antes de la Batalla del Estandarte, Bernardo y Roberto I de Brus fueron enviados para negociar con David; después de fallar, Balliol presuntamente renunció a su homenaje al rey David.
A pesar de que su causa fue exitosa en aquella batalla, Bernardo experimentó una derrota tres años más tarde luchando al lado del rey Esteban en la Batalla de Lincoln (1141). En los años que siguen Balliol continuó padeciendo, ya que sus tierras eran repetidamente atacadas por los escoceses, y el escocés William Comyn fue nombrado Obispo de Durham entre 1141 y 1144.
Bernardo aparece para fundar el nuevo asentamiento y el Castillo de Barnard en el Condado de Durham.  Bernardo tuvo al menos cuatro hermanos más jóvenes, Radulf (Ralph), Enguerrand (Ingram), Hugh, y Joscelin, y por su mujer Maud (Matilda) cuatro hijos, Enguerrand (Ingram), Guy, Eustace y Bernard, y una hija, Hawise; Enguerrand le sucedió, y este fue sucedido por Guy.